# Langnasige Schlankblindschlange
Die Langnasige Schlankblindschlange (Myriopholis macrorhyncha) ist eine Schlangenart aus der Familie der Schlankblindschlangen (Leptotyphlopidae). Sie kommt fast vollständig im Nahen Osten vor. Weitere Vorkommen befinden sich in Pakistan, Indien und in einzelnen Verbreitungsgebieten in Ostafrika wie Sudan, Tansania, Äthiopien und Kenia. Für die Vorkommen in Ostafrika wurde eine Revision der Artzuordnung von Wissenschaftlern beantragt, welche aufgrund von fehlenden Daten und nicht vorhandenen neuen Forschungsergebnissen bisher nicht durchgeführt wurde.

## Merkmale
Die Langnasige Schlankblindschlange ist eine kleine Schlange mit hervorstehender, schnabelartiger Schnauze. Sie erreicht eine Kopf-Rumpf-Länge von 10 bis 16 cm und wird in Ausnahmefällen bis zu  20 cm lang. Der Schwanz entspricht ca. 8 % der Körperlänge, ist undeutlich, leicht konvex verjüngt und endet kegelförmig. Der Kopf mit der hakenförmigen Schnauze ist undeutlich. Die dunkelgrauen bis schwarzen Augenflecken sind winzig unterhalb der Augenschuppe wahrnehmbar. Sie besitzt einen leicht verdickten Hals, einen extrem schlanken und zylindrischen Körperbau, der im Querschnitt rund und ohne sichtbare Verjüngung ist. Der Körper ist durchscheinend rosafarben gefärbt und der Verdauungstrakt, der Darminhalt und die inneren Organe sind durch die Haut sichtbar.

## Verbreitung
Das Verbreitungsgebiet dieser Art erstreckt sich von Ägypten in südlicher Richtung in den Sudan, Somalia, Äthiopien, Kenia und den Norden von Tansania. In östlicher Richtung kommt sie in Israel, Jordanien, Syrien, im südöstlichen Teil der Türkei, über den Iran, den Irak bis nach Saudi-Arabien, Jemen, Oman, den Vereinigten Arabischen Emiraten, Pakistan und im Nordwesten von Indien vor. Im Libanon kommt sie nicht vor und am Horn von Afrika wurden nur verstreute Fundort aufgezeichnet. Für die in Frage gestellten Vorkommen in Ostafrika sind die Funde lückenhaft. Während die Langnasige Schlankblindschlange entlang der West- und Südküste des Turkana-Sees im Norden von Kenia weit verbreitet ist, ist sie in dieser Region nur aus vier anderen verstreuten Funden und aus einem Fundort auf 1.500 m Höhe an der Nordostseite des Mount Meru, im Norden von Tansania, aufgezeichnet worden.

## Lebensraum und Lebensweise
Die Langnasige Schlankblindschlange ist eine grabende Schlangenart die im Mittelmeerraum, in Halbwüsten und trockenen Savannen mit meist lockeren Sandböden vorkommt. Für die Fundorte in Kenia wurde trockenes Buschland aufgezeichnet. Dies dürfte auch für den einzigen Fundort in Tansania zutreffen. Sie wurde häufig in der Nähe von Bauernhöfen und Dörfern entdeckt. Es handelt sich um eine ovipare (eierlegende) Schlangenart. Die Eiablage wurde im Mai beobachtet und das Gelege bestand aus drei länglichen Eiern. Ihre Nahrung besteht aus Ameisenlarven und Ameiseneiern die sie im Ameisennest erbeutet. Die Langnasige Schlankblindschlange wurde für den Menschen als harmlose Schlange eingestuft, die sich schlängelnd fortbewegt.

## Gefährdung
Durch die IUCN wurde die Langnasige Schlankblindschlange mit dem Status  Least Concern (nicht gefährdet) und einem stabilen Populationstrend eingestuft. Diese Einstufung erfolgte aufgrund der weiten Verbreitung, der vermutlich großen Population im Verbreitungsgebiet und da keine größeren Bedrohungen bekannt waren. Ergänzend wurde für diese Art erwähnt, dass sie schwer zu finden ist, der Datenbestand nicht ausreichend war und in der Bewertung für die Langnasige Schlankblindschlange wahrscheinlich eine Unterbewertung vorliegt. Schutzmaßnahmen wurden keine weiteren durchgeführt, da sie in mehreren Schutzgebieten in Saudi-Arabien, Ägypten, Israel, Jordanien, dem Iran, der Türkei, Kenia und Tansania nachgewiesen wurde. In Israel ist sie eine gesetzlich geschützte Schlangenart und es sind keine Informationen bekannt das sie in ihrem Verbreitungsgebiet gesammelt wird.